# میگو فلفلی
میگو فلفلی (چینی ساده: 干烧明虾; چینی سنتی: 乾燒明蝦; پین‌یین: gān shāo míngxiā) یک غذای میگوی سرخ شده در سس فلفل (که ممکن است از doubanjiang استفاده شود) در غذاهای چینی است. این بخشی از غذاهای سیچوان و شانگهای است.
در غذاهای ژاپنی چینی، ebi-chiri (ژاپنی: エビチリ) از غذاهای سیچوان به سبک شانگهای گرفته شده‌است. این شامل میگوهای سرخ شده در سس فلفل است. در ژاپن سابقه دارد. به گزارش آیرون سرآشپز، ebi-chiri توسط چن کنمین، پدر آیرون سرآشپز چینی چن کنیچی به ژاپن معرفی شد و در ژاپن رایج شد.
در غذاهای کره ای چینی، میگوی چیلی را kkansyo-saeu می‌نامند (کره‌ای: 깐쇼새우 نامی متشکل از کلمه kkansyo برگرفته از چینی gān shāo (乾燒) و saeu به معنای «میگو» در کره ای یا chilli-saeu (کره‌ای: 칠리새우) با کلمه مشتق شده انگلیسی chilli.